# عبر لسلوم (تبن)

تعديل مصدري - تعديل

عبر لسلوم هي إحدى قرى عزلة الحوطة بمديرية تبن التابعة لمحافظة لحج، بلغ تعداد سكانها 914 نسمة حسب تعداد اليمن لعام 2004.